# Metronomy
Metronomy – angielska grupa tworząca muzykę z pogranicza electropopu, IDM oraz indie. W skład zespołu wchodzą Joseph Mount (wokal, klawisze i gitara), Oscar Cash (gitara, saksofon, klawisze), Anna Prior (perkusja) i Gbenga Adelekan (bas). Zespół wystąpił na wielu festiwalach, a także jako support na koncertach m.in. Bloc Party, CSS, Klaxons, Kate Nash i Justice.
W dorobku formacji znajdują się pięć albumów ("Pip Paine (Pay The £5000 You Owe)", "Nights Out", "The English Riviera", "Love Letters" oraz "Small World") a także remiksy utworów takich artystów jak Lykke Li, Gorillaz, Franz Ferdinand, Klaxons czy Goldfrapp.

## Życiorys
Na początku było trio The Upsides – Joseph Mount, Gabriel Stebbing oraz Kevin Hawes. W 1996 roku narodził się projekt The Customers, do którego z biegiem czasu dołączył zarówno Stebbing, jak i Mount.
Trzy lata później, w angielskim Devon, z inicjatywy Mounta, powstał zespół Metronomy. W składzie znaleźli się także - Stebbing i Oscar Cash. Swoją nazwę zaczerpnęli od systemu pomiaru czasu. Niedługo potem zdecydowano o przeprowadzce do Brighton, które dość szybko stało się ich pierwszą sceną koncertową.
Zadebiutowali singlem „You Could Easily Have Me”, wydanym na początku kwietnia 2006 roku. Dwa miesiące później ukazał się ich pierwszy longplay „Pip Paine (Pay The £5000 You Owe)”. Przez kolejne trzy lata skupili się na remiksowaniu innych artystów, nie tylko biorąc na warsztat muzykę, lecz także dokładając ścieżki wokalne i partie instrumentów.
W 2007 roku grupa założyła własną wytwórnię Need Now Future.
Na początku września następnego roku ukazał się ich drugi album „Nights Out - Because Music”.
W maju 2009 roku, na ich oficjalnej stronie pojawiła się informacja, że Gabriel Stebbing rozstaje się z formacją. Niedługo potem do składu dołączyli - Prior i Adelekan.

## Dyskografia

### Albumy
| Rok  | Tytuł albumu                      | Wytwórnia     |
| ---- | --------------------------------- | ------------- |
| 2006 | Pip Paine (Pay the £5000 You Owe) | Because Music |
| 2008 | Nights Out                        | Because Music |
| 2011 | The English Riviera               | Because Music |
| 2014 | Love Letters                      | Because Music |
| 2016 | Summer 08                         | Because Music |
| 2019 | Metronomy Forever                 |               |
| 2022 | Small World                       |               |

### Single
- 2006 You Could Easily Have Me
- 2006 Trick or Treatz
- 2007 Radio Ladio
- 2008 My Heart Rate Rapid
- 2008 Holiday
- 2008 Heartbreaker vs. Holiday
- 2008 A Thing for Me
- 2009 Radio Ladio
- 2009 Not Made For Love
- 2011 She Wants
- 2011 The Look
- 2011 The Bay
- 2013 I'm Aquarius
- 2014 Love Letters
- 2016 Old Skool
- 2016 Night Owl

### Remiksy
- Magnet – Hold On
- Klaxons – Atlantis to Interzone
- Architecture in Helsinki – Do the Whirlwind
- Roots Manuva – Awfully Deep (Lambeth Blues)
- Kate Nash – Foundations
- Max Sedgley – Slowly
- Gorillaz – El Mañana
- Good Shoes – Morden
- Charlotte Gainsbourg – 5:55
- Zero 7 – Futures
- Get Cape. Wear Cape. Fly – I-Spy
- DNTEL – The Distance
- The Young Knives – Weekends and Bleak Days (Hot Summer)
- Dead Disco – The Treatment
- Infadels – Love Like Semtex
- Sébastien Tellier – La Ritournelle
- Hot Club de Paris – Clockwork Toy
- Box Codax – Naked Smile
- Temposhark – Not That Big
- Ladytron – Sugar
- Charlie Alex March – Piano Song
- Franz Ferdinand – Do You Want To
- Love Is All - Spinning and Scratching
- Late of the Pier - The Bears Are Coming
- Goldfrapp - Happiness
- Lykke Li - I'm Good, I'm Gone
- Midnight Juggernauts - Into the Galaxy
- CSS – Move
- Ximena Sariñana - La tina
- K.D. Lang - Coming Home
- The Very Best - Warm Heart Of Africa
- Joakim - Spiders
- Air - So Light Is Her Footfall
- Diplo - Newsflash

### Niepublikowane remiksy i covery
- Bright Eyes - Gold Mine Gutted
- Britney Spears – Toxic
- The Cure - Fascination Street
- The Customers - Morning Sickness
- Empire of the Sun - We Are the People
- Scissor Sisters - Other Side
- U2 - City Of Blinding Lights